# Andrej Proškin
Andrej Proškin (Mosca, 13 settembre 1969) è un regista russo.

## Filmografia parziale

### Regista
- Spartak i Kalašnikov (2002)
- Igry motyl'kov (2004)
- Apel'sinovyj sok (2010)